# イオンモール八千代緑が丘
イオンモール八千代緑が丘（イオンモールやちよみどりがおか）は、千葉県八千代市に所在するショッピングセンター。
東葉高速鉄道・八千代緑が丘駅南口に直結している。

## 概要
「ジャスコ八千代緑が丘店」を核店舗とする「イオン八千代緑が丘ショッピングセンター」として2005年（平成17年）4月2日に正式に開業した。
当施設はイオングループがイトーヨーカ堂のドミナント地域へ進出する形となっていることから、店舗周辺に住む近隣客向けを強化した営業戦略を採ることになった。
そのため、比較的大規模なショッピングセンターであるが、広域からの集客を目指したリージョナルショッピングセンターではなく、コミュニティー型ショッピングセンターとして最寄り系のテナントを集めた店舗構成となっている。
核店舗の「ジャスコ八千代緑が丘店」は2011年（平成23年）3月1日にイオングループの総合スーパーをイオンに店名統一することに伴って「イオン八千代緑が丘店」に改称した。
2011年（平成23年）から進められたイオンの大型ショッピングセンターの名称の「イオンモール」への統一に伴い、同年11月21日に「イオン八千代緑が丘ショッピングセンター」から「イオンモール八千代緑が丘」に名称が変更された。
2013年（平成25年）11月からイオンリテールの運営していた大型ショッピングセンターをイオンモールの運営に委託することになったことに伴い、同社の管理運営に移行した。
なお、2007年（平成19年）9月4日に当施設の所有権は野村不動産から日本リテールファンドへ売却されて移転している。

## 主なテナント
開業時点では「ジャスコ八千代緑が丘店」（店舗面積20,416m2）を核店舗として122の専門店が入居しており、専門店の中ではスポーツオーソリティやペットシティといったイオングループの大型専門店の他に太陽家具店などが入居していた。
店舗周辺の近隣客向けの営業戦略を採っているため、最寄り客向けのテナントが多くなっている。
核店舗の名称は先述の通り「イオン八千代緑が丘店」に変更となっている。
出店テナント全店の一覧・詳細情報は公式サイト「ショップガイド」を参照。

## 営業時間
店舗により異なるが基本は21時まで。
コロナ前は基本は22時までの営業であったが、コロナ休業・時短要請で期間限定で21時までになったが、それがそのまま通常営業時間も21時までに変更された様である。
尚、イオン直営店側は深夜0時まで営業。
現在最新の営業時間の詳細は公式サイト「営業時間のご案内」を参照。